# Welcome to the Blackout (Live London '78)
Welcome to the Blackout (Live London '78) è un album live del cantautore britannico David Bowie, registrato il 30 giugno e il 1º luglio 1978 durante l'Isolar II Tour, venne pubblicato per la prima volta solo nel 2018, dapprima limitatamente in formato vinile su tre LP, e poi più diffusamente in formato compact disc.

## Il disco

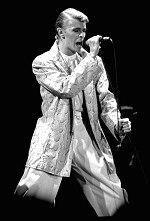
Bowie in concerto a Oslo, Norvegia, 5 giugno 1978.

L'album venne registrato dal vivo da Tony Visconti attraverso lo studio mobile della RCA durante le date dell'Isolar II Tour tenutesi il 30 giugno e il 1º luglio 1978 a Earls Court, Londra. I nastri furono mixati da Bowie e David Richards ai Mountain Studios, Montreux, dal 17 al 22 gennaio 1979.
L'esecuzione di Sound and Vision del 1º luglio 1978, debutto live della canzone, era stata in precedenza inclusa nella compilation RarestOneBowie del 1995.
Originariamente inteso come un film concerto, Bowie avrebbe poi abbandonato l'idea non essendo soddisfatto del risultato finale.

## Tracce
- Tutti i brani sono opera di David Bowie, tranne dove diversamente indicato.

CD 1
1. Warszawa (Brian Eno, David Bowie) - 6:27
2. Heroes (Brian Eno, David Bowie) - 7:34
3. What in the World - 4:07
4. Be My Wife - 2:53
5. The Jean Genie - 6:34
6. Blackout - 3:43
7. Sense of Doubt - 3:40
8. Speed of Life - 2:37
9. Sound and Vision - 3:12
10. Breaking Glass (David Bowie, Dennis Davis, George Murray) - 3:31
11. Fame (Carlos Alomar, David Bowie, John Lennon) - 3:52
12. Beauty and the Beast - 4:58

CD 2
1. Five Years - 6:09
2. Soul Love - 2:52
3. Star - 2:30
4. Hang On to Yourself - 2:40
5. Ziggy Stardust - 3:25
6. Suffragette City - 4:02
7. Art Decade - 3:08
8. Alabama Song (Bertolt Brecht, Kurt Weill) - 3:59
9. Station to Station - 11:10
10. TVC 15 - 4:18
11. Stay - 6:59
12. Rebel Rebel - 3:53

## Formazione
- David Bowie – voce, chamberlin
- Adrian Belew – chitarra solista, cori
- Carlos Alomar – chitarra ritmica, cori, direzione musicale[4]
- George Murray – basso, cori
- Dennis Davis – batteria, percussioni
- Roger Powell – tastiere, Moog Taurus bass pedals, sintetizzatore, cori
- Sean Mayes – pianoforte, ARP String Ensemble, cori
- Simon House – violino elettrico
- Produzione: Tony Visconti
- Post production mix: David Bowie, David Richards
- Foto: Sukita & Chris Walter[5]